# عرقوب سلمون
قرية سورية تابعة لمحافظة طرطوس. في عرقوب سلمون البيوت تبنى بين أغضان الشجر لاتزال قرية «عرقوب سلمون» تعيش حياة بسيطة بمختلف مكوناتها، أساسها أرض خضراء قاسية.
«تبعد قرية «العرقوب» /35/ كم عن مدينة طرطوس وذلك عبر طريق طرطوس – الشيخ بدر ثم طريق فرعي باتجاه قرية الوردية، أما عن الشيخ بدر فتبعد /4/ كم، في حين تبعد عن البحر كخط نظر /17/ كم، وترتفع عن سطح البحر /450/ متراً، في حين يصل عدد سكانها إلى 1000 نسمة.
و العرقوب جزء من تجمع لعدة قرى متجاورة تحيط بها وهي قرى العسلية وبعزرائيل شمالا، ومن الشرق «الوردية، النمرية وبلحين»، في حين تحدها «برمانة رعد» من الجنوب، أما الجهة الغربية فهي عبارة عن أودية عميقة ومتتالية مع مجموعة تلال جبلية باتجاه البحر، ورغم بعد القرية الكبير عن مدينة طرطوس فإنه يمكن مشاهدة أضواء المدينة من جهة الشمال.